# Henri de Saint Simon

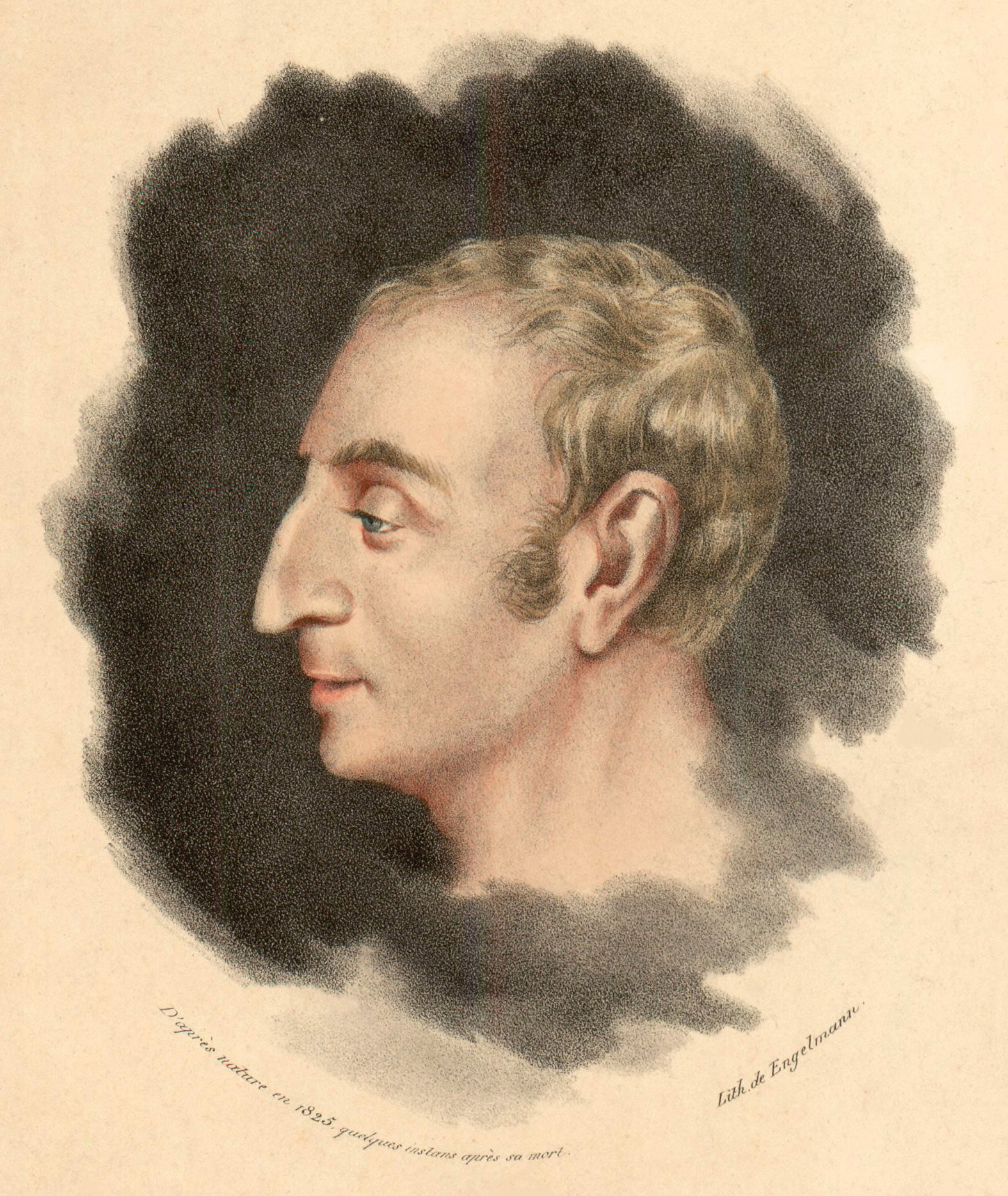
Saint-Simon

Henri de Saint Simon (Claude Henri Derouvroy) (1760
-1825) hay Bá tước de Saint-Simon là nhà triết học, kinh tế học Pháp, người đề xướng chủ nghĩa xã hội đầu tiên.
Bá tước Henri de Saint Simon xuất thân trong một gia đình quý tộc, có học vấn uyên bác và tư tưởng tiến bộ. Ngay từ thời thiếu, Saint Simon đã ước mơ thực hiện những sự nghiệp lớn lao. Năm 15 tuổi, Saint Simon nói với cha là không muốn theo các nghi lễ của giáo hội vì không tin vào tôn giáo. Cha tức giận, bắt ông bỏ ngục. Ông đã vượt ngục, trốn sang Mỹ. Năm 19 tuổi, ông tham gia đạo quân Pháp được phái sang Mỹ, giúp nhân dân Mỹ chống thực dân Anh giành độc lập, đã lập được nhiều chiến công.
Khi chiến tranh kết thúc, Saint Simon mới 23 tuổi, trở về Pháp, được phong hàm đại tá và được cử chỉ huy pháo đài lớn Mêdơ ở biên giới phía đông nước Pháp. Nhưng ông đã bỏ nghề quân sự, đi du lịch khắp châu Âu. Khi cuộc cách mạng tư sản Pháp 1789 nổ ra, ông trở về nước. Lúc đầu, ông có cảm tình với cách mạng, nhưng đến thời kỳ "khủng bố" thì tỏ ra thất vọng. Ông có xu hướng xây dựng xã hội mới bằng tri thức khoa học, nên mặc dù đã có 40 tuổi, ông vẫn xin vào học trường Đại học Bách Khoa và say sưa với công tác nghiên cứu khoa học. Ông viết sách tuyên truyền tư tưởng xã hội chủ nghĩa.
Saint Simon công kích kịch liệt chế độ tư bản và kêu gọi cải cách xã hội theo chủ nghĩa xã hội, bảo đảm cho tất cả mọi giai cấp được thỏa mãn nhu cầu sinh sống và văn hóa. Ông quan tâm đến số phận của giai cấp vô sản, nhưng ông phủ nhận đấu tranh giai cấp. Ông chủ trương trong xã hội của nghĩa tương lai, những nhà bác học và những người làm công nghiệp (bao gồm chủ xưởng, thương nhân, nhà ngân hàng và cả công nhân) giữ vai trò lãnh đạo. Ông cho rằng cơ sở kinh tế của chủ nghĩa xã hội sẽ là nền đại công nghiệp được tổ chức trên những nguyên tắc kế hoạch hóa, có khả năng bảo đảm sự thỏa mãn nhu cầu cho xã hội. Ông đề ra nguyên tắc "mọi người đều phải lao động" theo khả năng của mình để cung cấp của cải cho xã hội.
Saint Simon cho rằng nhà tư tưởng đề ra ý hay sẽ được thiên hạ theo mà xây dựng nên một xã hội tốt đẹp. Nhưng thực tế đã làm ông thất vọng. Vào cuối đời mình, Saint Simon nghèo túng, viết thư cho những người cầm quyền, những nhà tư sản, để thuyết phục họ thực hiện học thuyết xã hội của ông. Nhưng những người giàu có không ai ủng hộ học thuyết của ông, cũng không một ai giúp đỡ ông. Tuy nhiên, tư tưởng về xây dựng nền sản xuất xã hội có kế hoạch, có tổ chức của ông làm cơ sở cho chế độ xã hội tương lai là một cống hiến lớn lao cho lý thuyết của chủ nghĩa xã hội sau này.

## Tiểu sử
Henri de Saint-Simon sinh năm 1760 tại Pháp. Vốn xuất thân từ quý tộc, ông căm thù chế độ nô lệ. Ông sang Bắc Mỹ chiến đấu tiêu diệt lực lượng Anh. Ông qua đời năm 1825 tại Paris, thủ đô nước Pháp.